# Nerlens Noel
Nerlens Noel (ur. 10 kwietnia 1994 w Malden) – amerykański koszykarz pochodzenia haitańskiego, grający na pozycjach silnego skrzydłowego lub środkowego.
Wybrany z numerem 6. w 2013 NBA Drafcie przez New Orleans Pelicans. Wyróżnia go gra defensywna i charakterystyczna fryzura typu flat. Pierwszy sezon opuścił z powodu kontuzji.

## Styl gry

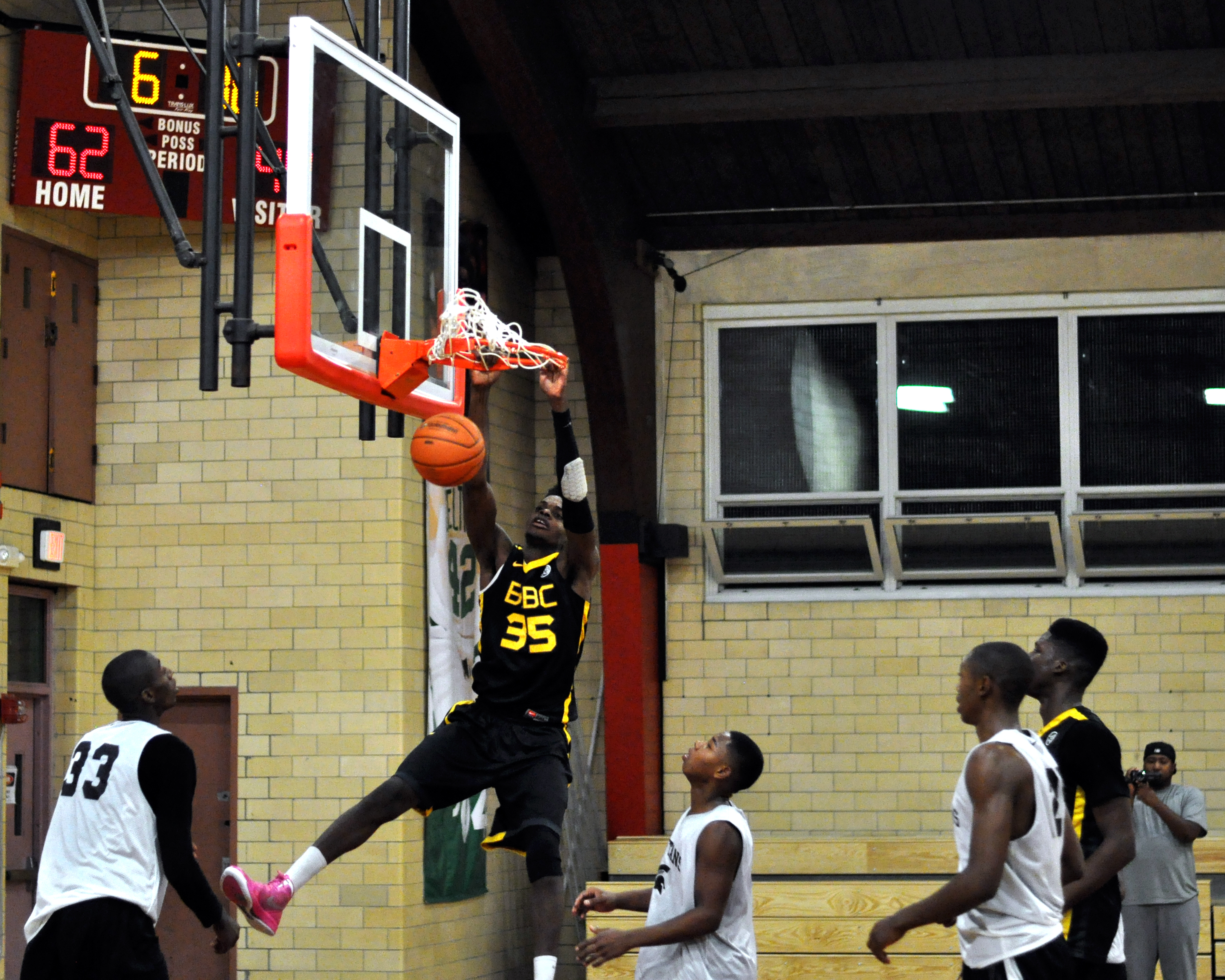
Noel wykonujący wsad

Nerlens Noel jest bardzo dynamicznym, podkoszowym obrońcą. W swoim jedynym sezonie w NCAA notował 4.4 bloku na mecz, co od razu może uruchomić skojarzenia z Dikembe Mutombo, z którym łączy go też afrykańskie pochodzenie. Noel jak na centra jest dość chudym zawodnikiem, przez co jest też świetnym atletą. Potrafi też jednak świetnie jak na swój wzrost przechwytywać piłki, o czym świadczą jego występy w NCAA (2.1 przechwytu na mecz), a także podczas Ligi Letniej i pre-seasonu. Jego skoczność i zdolności atletyczne pomagają mu także w ofensywie, Noel często wykonuje wsady i dwutakty z postoju. Nie jest jednak wirtuozem koszykówki, ponieważ jego braki skupiają się głównie na ofensywie. Nerlens ma problemy z rzutami z półdystansu i rzutami wolnymi, a także na ogólnych słabościach na atakowanej części parkietu. Pochodzący z Haiti skrzydłowy jest także podatny na kontuzje. Właśnie przez kontuzje opuścił swój premierowy sezon NBA.

## College

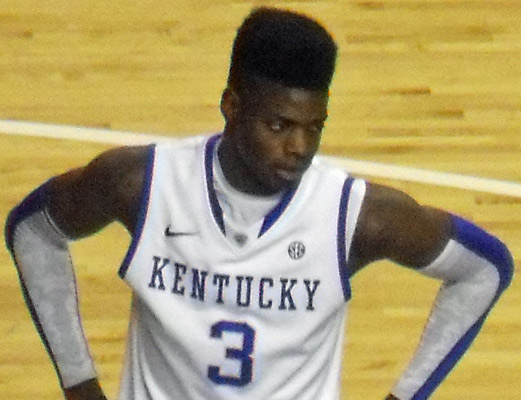

W 2012 wystąpił w meczu wschodzących gwiazd - Nike Hoop Summit. Po nauce w Everett Noel wybrał Kentucky jako szkołę wyższą. Oprócz tego koledżu zabiegały także o niego uczelnie z: North Carolina, Georgetown, Connecticut, oraz Syracuse. Swoją grą nastawioną głównie na defensywę Noel doczekał się porównań do takich graczy jak - Dikembe Mutombo, Serge Ibaka, czy wreszcie absolwent uniwersytetu Kentucky - Anthony Davis. Do dnia starcia z uniwersytetem z Florydy Noel był uznawany jako top prospect, w feralnym starciu, zablokowawszy swego rywala, wpadł w reportera za linią końcową boiska doznając kontuzji więzadła krzyżowego przedniego, co wykluczyło go z gry w debiutanckim sezonie NBA.

### Statystyki w NCAA
| Sezon   | Drużyna           | M  | S5 | MPG  | FG%   | 3P% | FT%   | RPG | APG | SPG | BPG | PPG  |
| ------- | ----------------- | -- | -- | ---- | ----- | --- | ----- | --- | --- | --- | --- | ---- |
| 2012-13 | Kentucky Wildcats | 24 | 24 | 31,9 | 59,0% | 0%  | 52,9% | 9,5 | 1,6 | 2,1 | 4,4 | 10,5 |

## Kariera profesjonalna

### 2013-14
Po roku gry w college'u Noel zgłosił się do draftu na rok 2013. Był uznawany przez ekspertów jako główny kandydat na wybór z pierwszym numerem w drafcie. W dzień draftu, 27 czerwca to właśnie Noel był faworytem, jednak z numerem pierwszym wybrany został Anthony Bennett. Kontuzjowany Noel trafił ostatecznie z numerem szóstym do New Orleans Pelicans. 12 lipca 2013 został jednak oddany wraz z prawami do Pierre'a Jacksona do Philadelphii 76ers w zamian za Jrue Holidaya i wybór w pierwszej rundzie draftu 2014.

### 2014-15
Powrót Nerlensa planowany był na rozgrywki Ligi Letniej NBA 2014. 5 lipca 2014, w meczu z Orlando Magic Noel zdobył najwięcej w drużynie – 19 punktów, dołożył do tego 2 zbiórki i blok. Ekipa 76ers wygrała ostatecznie całe zawody, a Noel został uhonorowany trzecim miejscem w głosowaniu na najbardziej wartościowego zawodnika turnieju. Decyzją trenera Bretta Browna Noel nie przystąpił jednak do finału. W tym roku drużyna z Filadelfii przystąpiła też do drugiego turnieju Summer League – w Las Vegas, jednak w tych zawodach popularne szóstki zajęły zaledwie 16. miejsce, lecz nawet w tym turnieju pochodzący z Haiti skrzydłowy ukazał przebłyski swego talentu. W przegranym spotkaniu z Cleveland Cavaliers 77:86 uzyskał 12 punktów, najwięcej w całym zespole – 6 zbiórek, oraz zablokował czterokrotnie zawodników rywali. Przed sezonem 2014-15 zespół Philadelphii 76ers wybrał w drafcie Joela Embiida, oraz pozyskał prawa do zakontraktowania Dario Šarića, co w połączeniu z zawodnikami takimi jak – Michael Carter-Williams, Tony Wroten, czy właśnie Noel pozwala nazywać ich drużyną przyszłości, w której Nerlens miałby być filarem defensywy.
Swój talent Noel pokazał także w meczach przedsezonowych; w spotkaniu przeciwko Charlotte Hornets, wygranym przez Philly 106:92, odnotował 10 punktów, 9 zbiórek, a także 3 bloki, z kolei w przegranym 77:84 meczu z New York Knicks zdobył najwięcej dla drużyny - 12 punktów i 11 zbiórek, 4 przechwyty oraz 1 blok. W meczu sparingowym z Detroit Pistons mimo trafienia zaledwie 3 rzutów na 10 oddanych z gry zdołał uzyskać 8 punktów i zbiórek, a do tego dołożył 5 bloków i przechwytów. Nie pomogło to jednak odnieść zwycięstwa, 76ers przegrali 103:108. Dzięki swojej świetnej grze po kontuzji Noel zaskarbił sobie duże uznanie wśród ekspertów, którzy zaczęli go coraz śmielej uznawać za głównego pretendenta do nagrody NBA Rookie of the Year, doczekał się nawet porównań do Blake Griffina, który także pauzował z powodu kontuzji w pierwszym sezonie, a w drugim został laureatem nagrody dla najlepszego pierwszoroczniaka. W superlatywach o rozwoju Noela wypowiedział się także trener drużyny z Filadelfii - Brett Brown. Jego klubowy partner - Michael Carter-Williams przyznał, że ich współpraca układa się znakomicie.
29 października, w pierwszym sezonowym meczu przeciwko Indiana Pacers, przegranym 91:103, odnotował 6 punktów, 10 zbiórek, 3 bloki. Z gry trafił jednak zaledwie 2 rzuty na 11 oddanych. Dwa dni później podpisał trzyletni kontrakt z drużyną 76ers, z opcją zawodnika, na mocy którego zarobi 9.5 mln $. W tym dniu także uzyskał 14 punktów, 10 zbiórek, 2 asysty, 3 bloki, oraz 1 przechwyt, w przegranym meczu z Milwaukee Bucks (81:93). W spotkaniu z Houston Rockets, przegranym 93:104 odnotował 10 punktów, 1 zbiórkę, 6 przechwytów i 5 asyst. W końcówce 3. kwarty zablokował rzut Jamesa Hardena, fachowcy zgodnie uznali to za najlepsze zagranie w tym meczu. Noel zyskał uznanie, dzięki świetnej grze obronnej przeciwko Dwightowi Howardowi. Dwa dni później, w meczu z Orlando Magic (89:91), wpadł na zawodnika Magików - Nikolę Vučevicia i doznał kontuzji lewej kostki. 76ers ostatecznie z bilansem 18-64 zakończyli sezon zasadniczy, a Noel zajął trzecie miejsce - po Nikoli Miroticiu i laureacie Andrew Wigginsie w głosowaniu na najlepszego debiutanta, a także został wybrany do piątki najlepszych debiutantów.
23 lutego 2017 został wytransferowany do Dallas Mavericks w zamian za Andrew Boguta, Justina Andersona oraz chroniony wybór I rundy draftu 2017.
6 lipca 2018 podpisał umowę z Oklahoma City Thunder.
25 listopada 2020 zawarł kontrakt z New York Knicks. 11 lipca 2022 trafił w wyniku wymiany do Detroit Pistons. 27 lutego 2023 został zwolniony. 6 marca 2023 podpisał 10-dniową umowę z Brooklyn Nets.

## Osiągnięcia
Stan na 6 października 2023.

### NCAA
- Debiutant Roku Konferencji Southeastern (SEC – 2013[a][55])
- Obrońca Roku SEC (2013[55])
- I skład:
  - SEC (2013)
  - defensywny SEC (2013)
  - pierwszoroczniaków SEC (2013)

### NBA
- I skład debiutantów NBA (2015)[56]

## Statystyki w NBA
Stan na koniec sezonu 2023/24, na podstawie.

### Sezon regularny
| Sezon   | Drużyna       | M   | S5  | MPG  | FG%   | 3P%   | FT%   | RPG | APG | SPG | BPG | PPG  |
| ------- | ------------- | --- | --- | ---- | ----- | ----- | ----- | --- | --- | --- | --- | ---- |
| 2014/15 | Philadelphia  | 75  | 71  | 30,8 | 46,2% | –     | 60,9% | 8,1 | 1,7 | 1,8 | 1,9 | 9,9  |
| 2015/16 | Philadelphia  | 67  | 62  | 29,3 | 52,1% | 50,0% | 59,0% | 8,1 | 1,8 | 1,8 | 1,5 | 11,1 |
| 2016/17 | Philadelphia  | 29  | 7   | 19,4 | 61,1% | 0,0%  | 68,3% | 5,0 | 1,0 | 1,5 | 0,9 | 8,9  |
| 2016/17 | Dallas        | 22  | 12  | 22,0 | 57,5% | –     | 70,8% | 6,8 | 0,9 | 1,0 | 1,1 | 8,5  |
| 2017/18 | Dallas        | 30  | 6   | 15,7 | 52,4% | 0,0%  | 75,0% | 5,6 | 0,7 | 1,0 | 0,7 | 4,4  |
| 2018/19 | Oklahoma City | 77  | 2   | 13,7 | 58,7% | –     | 68,4% | 4,2 | 0,6 | 0,9 | 1,2 | 4,9  |
| 2019/20 | Oklahoma City | 61  | 7   | 18,5 | 68,4% | 33,3% | 75,5% | 4,9 | 0,9 | 1,0 | 1,5 | 7,4  |
| 2020/21 | New York      | 64  | 41  | 24,2 | 61,4% | 0,0%  | 71,4% | 6,4 | 0,7 | 1,1 | 2,2 | 5,1  |
| 2021/22 | New York      | 25  | 11  | 22,5 | 53,3% | 0,0%  | 70,0% | 5,6 | 0,9 | 1,2 | 1,2 | 3,4  |
| 2022/23 | Detroit       | 14  | 3   | 10,9 | 40,0% | 50,0% | 70,0% | 2,6 | 0,5 | 0,9 | 0,6 | 2,3  |
| 2022/23 | Brooklyn      | 3   | 1   | 14,3 | 16,7% | –     | 50,0% | 3,0 | 1,0 | 1,0 | 0,3 | 1,0  |
| Razem   |               | 467 | 223 | 22,0 | 54,6% | 20,0% | 65,5% | 6,1 | 1,1 | 1,3 | 1,5 | 7,1  |

### Play-offy
| Sezon | Drużyna       | M  | S5 | MPG  | FG%   | 3P%  | FT%   | RPG | APG | SPG | BPG | PPG |
| ----- | ------------- | -- | -- | ---- | ----- | ---- | ----- | --- | --- | --- | --- | --- |
| 2019  | Oklahoma City | 5  | 0  | 12,0 | 60,0% | –    | 0,0%  | 3,8 | 0,0 | 0,4 | 0,6 | 4,8 |
| 2020  | Oklahoma City | 7  | 0  | 13,9 | 47,1% | 0,0% | 50,0% | 4,1 | 0,4 | 0,3 | 0,7 | 3,0 |
| 2021  | New York      | 5  | 2  | 18,4 | 50,0% | –    | 81,3% | 4,0 | 0,2 | 0,8 | 0,6 | 4,6 |
| Razem |               | 17 | 2  | 14,6 | 53,2% | 0,0% | 64,3% | 4,0 | 0,2 | 0,5 | 0,6 | 4,0 |

## Życie prywatne
Rodzice Noela wyemigrowali do Stanów z Haiti w 1990. Ma on dwóch starszych braci oraz młodszą siostrę. Obaj bracia występowali w NCAA Dywizji I grając w futbol amerykański na różnych uczelniach. Jego ojciec, Yonel był kierowcą w Bostonie, matka zajmowała się domem, lecz z powodu problemów z kręgosłupem przez dłuższy czas przebywała w szpitalu. Rodzice Nerlensa rozstali się i obecnie żyją w separacji. Podczas Draftu obecna była tylko jego matka.